# حارشة شوكاء
حارشة شوكاء (الاسم العلمي: Psorophora horrida) هي نوع من الحشرات تتبع جنس الحارشة من فصيلة البعوضيات.